# 第一種中高層住居専用地域
第一種中高層住居専用地域（だいいっしゅちゅうこうそうじゅうきょせんようちいき）は、都市計画法による用途地域の一つで、中高層住宅の良好な住環境を守るための地域である。

## 用途制限
用途地域による用途の制限（用途制限）に関する規制は、主に建築基準法令の規定による。以下、特記ない面積の数字については床面積の合計、階数については当該用途部分の階数について言う。
- 住宅、共同住宅、寄宿舎、下宿 - ○
- 兼用住宅で、非住宅部分の床面積が、50m²以下かつ建築物の延べ面積の1/2未満のもの - ○
  - 兼用住宅の非住宅部分の用途規制については、第一種低層住居専用地域のものと同等。
- 店舗等 - 500m²以下、かつ2階以下
  - 店舗等の用途規制があり、下記のものに限られる。
    - 理髪店、美容院、クリーニング取次店、質屋、貸衣装屋、貸本屋等
    - 洋服店、畳屋、建具屋、自転車店、家庭電気器具店等（作業場は50m²以下、かつ原動機設備は出力総計が0.75kW以下）
    - 自家販売のために食品製造業を営むパン屋、米屋、豆腐屋、菓子屋等（作業場は50m²以下、かつ原動機設備は出力総計が0.75kW以下）
    - 学習塾、華道教室、囲碁教室等
    - 物品販売業を営む店舗（専ら性的な写真・物品等の販売を行うものを除く。）又は飲食店
    - 銀行の支店、損害保険代理店、宅地建物取引業等
- 事務所等 - ×
- ホテル・旅館 - ×
- 遊戯施設・風俗施設 - ×
- 展示場等 - ×
- 運動施設 - ×
- 公共施設・病院・学校等
  - 幼稚園、小学校、中学校、高等学校 - ○
  - 大学、高等専門学校、専修学校等 - ○
  - 図書館等 - ○
  - 美術館、博物館等 -
  - 巡査派出所、公衆電話所、郵便局 - 郵便局は500m²以下または4階以下
  - 神社、寺院、教会等 - ○
  - 病院 - ○
  - 公衆浴場（風俗営業を除く）、診療所、保育所等 - ○
  - 老人ホーム、身体障害者福祉ホーム等 - ○
  - 老人福祉センター、児童厚生施設等 - ○
  - 自動車教習所 - ×
  - 近隣公園内の公衆便所および休憩所、路線バスの停留所の上家 - ○
  - 自治体の支部・支所 - 600m²以下
  - 税務署、警察署、保健所、消防署等 - 4階以下
  - 電気通信、電気、ガス、液化石油ガス、水道、下水道、都市高速鉄道、熱供給の各事業のための施設
    - 第一種低層住居専用地域に建築できるもの - ○
    - 法令で指定する第一種中高層住居専用地域に建築できる電気通信、電気、ガスの各事業のための施設 - 4階以下
- 工場・倉庫等
  - 単独自動車車庫 - 300m²以下（都市計画決定を除く）、かつ2階以下
  - 建築物附属自動車車庫 -  (車庫の床面積 + 建築物附属車庫用工作物の築造面積（300m²以下の場合はマイナス減算）) が、主建築物の延べ面積以下かつ3000m²以下、かつ2階以下。
    - 公告対象区域にあっては、 (車庫の床面積 + 建築物附属車庫用工作物の築造面積) が10000m²以下、かつ、(1つの車庫の床面積 + 公告対象区域内の他の全車庫の床面積の総和 + 他の全建築物附属車庫用工作物の築造面積の総和) が (10000m² × 公告対象区域内の敷地の数 - 全建築物附属車庫用工作物の築造面積の総和) 以下

  - 建築基準法令で定める危険物の貯蔵又・処理 - ×
  - その他 - ×
- 建築物附属物
  - 畜舎 - 15m²以下
  - 準住居地域における建築基準法法令で定める量を超える危険物の貯蔵・処理 - ×
- 特定行政庁が用途地域における良好な住居の環境を害するおそれがないと認め、又は公益上やむを得ないと認めて許可したもの - ○
- 卸売市場、火葬場、と畜場、汚物処理場、ごみ焼却場等 - 都市計画区域内においては都市計画決定が必要

## 建ぺい率
建ぺい率は30%、40%、50%、60%のいずれかに都市計画で定められ、建築物はその数値を超えてはならない。ただし、特定行政庁の指定する角地の建築物、防火地域内にある耐火建築物は、建ぺい率の制限を10%加えた数値まで緩和する。

## 容積率
容積率は100%、150%、200%、300%、400%、500%のいずれかに都市計画で定められ、建築物はその数値以下でなければならない。ただし、前面道路の幅員が12メートル未満である場合は、特定行政庁が都道府県都市計画審議会の審議によって指定する区域内の建築物にあっては、その幅員のメートルの数値に10分の6を、それ以外の建築物では10分の4を乗じたもの以下でなければならない。

## 斜線制限
道路斜線制限、隣地斜線制限、北側斜線制限の3種すべての斜線制限が適用される。ただし、日影規制の対象区域内では北側斜線制限の適用がない。

## その他の制限
- 自治体が定める暴力団排除条例によっては、暴力団事務所の開設が禁止される場合がある[1]。
- 自治体が定める風俗営業等の規制及び業務の適正化等に関する法律施行条例によっては、風俗営業所の設置が都道府県公安委員会により許可されない場合がある[2]。